# Distrito de Alat
El distrito de Alat (en uzbeko: Olot tumani) es uno de los distritos de la región de Bujará, en Uzbekistán. Su capital es la ciudad homónima. Tiene una superficie de 3230 km² y su población es de 101 300 habitantes (2021).
El distrito consta de una ciudad (Alat), ocho asentamientos de tipo urbano (Ganchi Chandir, Kesakli, Qirtay, Sola qorovul, Jayxunobod, Oʻzbekiston, Chovdur y Boʻribek Chandir) y diez comunidades rurales.
El nombre procede de la tribu túrquica Alat o Ala-at, también conocida en árabe y persa como Khalaj, y en chino como Boma, Hela y Heloγ, todos ellos con el significado de «caballo picazo». Durante la Edad Media, los alats desempeñaron un papel destacado en la historia del sur de Uzbekistán, Jorasán (Kalat), Persia y Afganistán (Khalaj).